# Gramática relacional
En lingüística, la gramática relacional es una teoría sintáctica que procede de la gramática generativa y que considera la oración como una red de relaciones, constituida por un V (verbo) y uno o varios SN (sintagmas nominales) asociados al V, ante todo 1) sujeto de, 2) objeto de y 3) objeto indirecto de.

## Historia de la gramática relacional
Desarrollado a principios de los años 70 por Paul Postal y David Perlmutter, la teoría de la gramática relacional hizo su debut oficial en Amherst, en 1974, en el Instituto de Verano de la Sociedad Americana de Lingüística. Más tarde, David E. Johnson y Paul postal se unieron como socios en este campo de estudio.
En 1987, más de 150 lingüistas contribuyeron a la teoría emergente de la gramática relacional. Los lingüistas han producido más de 300 artículos sobre el tema durante el período de 13 años.

## Términos

### Gramática
La gramática se considera esencialmente un marco relacional sintáctico que se centra en el proceso de las relaciones gramaticales alternancia (alterna). El marco sintáctico término no es más que un proceso. En este caso, el proceso de tratar con las relaciones formales que existen entre las expresiones verbales. Así que la gramática relacional es simplemente el proceso de centrarse en la alternancia de las relaciones gramaticales.
El término relaciones gramaticales (sujetos u objetos), se refiere a la relación entre estos dos elementos. Y el término función gramatical es simplemente el nombre dado a un (tema) --- o el otro (objeto) --- los dos elementos o relaciones en cuestión en cualquier momento.
Por lo tanto, la gramática relacional es el proceso de centrarse en la alternancia entre dos sujetos u objetos en el lenguaje humano.

### Enteros y diagramas de Strata
Los números enteros (1, 2 y 3 sólo) se utilizan para crear diagramas de capas de la gramática relacional para indicar una relación gramatical está experimentando. El número 1 se utiliza para los sujetos, el número 2 para los objetos directos, y el número 3 para los objetos indirectos.
En el caso de que un componente (una frase o cláusula) no tiene una relación gramatical no es reconocida por un número entero; es reconocida por el término "Cho". Y, la letra "P" se utiliza para reconocer un predicado.
Un diagrama de capas se puede llegar a utilizar el sistema de la pena, "John le dio a María un beso", en la gramática relacional.
1 3 2 P 
Giovanni Maria la besó.

### Ley singularidad estratal
La Ley singularidad estratal destacó como un modelo numerada, es uno de los componentes de la gramática y relacional considerado un componente universal. De hecho, la gramática relacional se basa en gran medida en la gramática universal de enfoque.
La hipótesis general de la gramática relacional es que el sujeto y los objetos directos e indirectos son todas las relaciones gramaticales, en todo el mundo, sobre la base de nociones semánticas de percepción, la agencia y la influencia.